# جناتا (بيت لحم)
جناتا بلدة فلسطينية من بلدات محافظة بيت لحم وسط الضفة الغربية. تقع على بعد 5 كيلومترات جنوب مدينة بيت لحم. وهي من البلدات المحتلة في حرب 1967.

## التاريخ

### النكسة
وقعت جناتا تحت الاحتلال بعد حرب 1967.

## الجغرافيا
تقع بلدة جناتا في الجزء الجنوبي من الضفة الغربية، إلى الجنوب من مدينة بيت لحم بمسافة لا تزيد عن 5 كم هوائية. تقع على ارتفاع 570 مترًا (1870 قدمًا) فوق مستوى سطح البحر. يحدها من الشمال بلدة هندازة ومن الجنوب بلدة تقوع.
تبلغ المساحة الإجمالية للأراضي 11,901 دونمًا، منها 319 مساحة عمرانية، و 277 صادرتها سلطات الاحتلال الإسرائيلي لصالح إقامة المستوطنات والمعسكرات. يستخدم الكثير من الأراضي المتبقية تقريبًا للزراعة.